# 托马斯·C·富盖特
托马斯·C·富盖特三世（Thomas C. Fugate III，生于2002年或2003年）曾是一名杂货店工人，被唐纳德·特朗普选中担任美国国土安全部预防项目与伙伴关系中心主任。
他于2024年毕业于德克萨斯大学圣安东尼奥分校政治与法律专业，并在传统基金会实习。他接替了比尔·布兰尼夫，后者在该中心裁员后辞职。富盖特曾在国土安全部移民办公室担任特别助理。他还曾参与唐纳德·特朗普2024年的总统竞选活动，并出席了2024年共和党全国代表大会。